# セモヴェンテ da 90/53

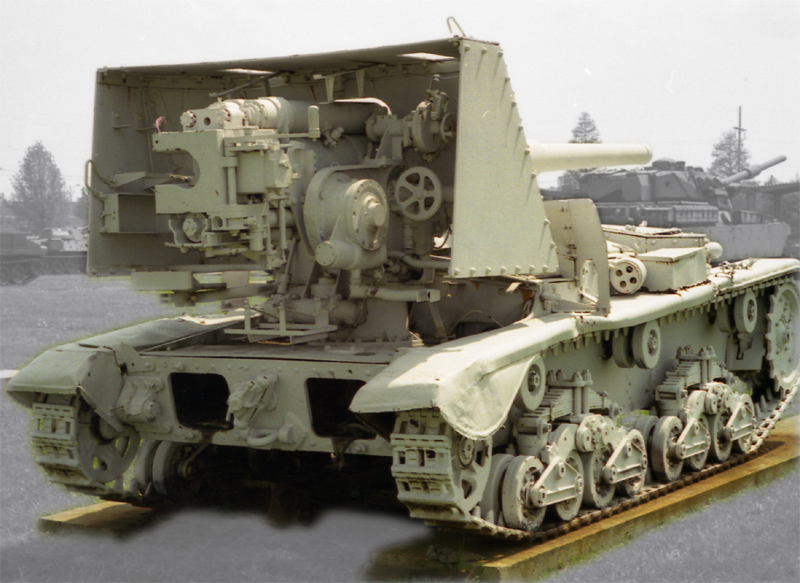
アメリカ陸軍兵器博物館で展示されるセモヴェンテ 90/53

セモヴェンテ 90/53またはセモヴェンテM41Mは第二次世界大戦中にイタリア陸軍が開発した対戦車自走砲である。

## 開発
セモヴェンテ 90/53の開発は1941年に開始された。この年の6月にバルバロッサ作戦が発動し独ソ戦が開始されるとムッソリーニは東部戦線にイタリア・ロシア戦域軍を派遣した。イタリア軍から緒戦から優位に戦いを進めるものの対戦車火力が欠乏しており、自身の保有する多目的47mm砲やこれを搭載した戦車ではソ連が保有するT-34やKV-1といった中戦車、重戦車に有効な打撃を与えられないと考えられていた。
そこでイタリア陸軍では強力な90/53 高射砲(Cannone da 90/53)を搭載した強力な対戦車自走砲の開発を決定した。90/53は口径90 mm、砲身長53口径の高射砲であり、しばしばドイツの88mm高射砲と比較される優れた砲である。この砲の初速は88mm高射砲よりわずかに速く、徹甲弾を使用した場合距離460 mで143 mmの装甲を貫徹することが可能であり、当時の連合軍戦車でこれに対抗できるものはほとんど存在しなかった。
セモヴェンテ 90/53の外見は第二次世界大戦に投入された多くの自走砲と同じである。砲はオープントップ式に搭載され、敵弾や砲弾の破片から砲の操作要員を守るのは砲前面の大型の防盾のみである。開発時の想定ではこの車両は砲の威力を生かして敵戦車の射程外である2000 m程の遠距離から攻撃するものとされており、防御に関しては問題ないと考えられていた。車台にはM14/41中戦車が用いられたが、足回りの配置は変更されていた。大型の90mm高射砲を載せるためにエンジンは車体中央に移されており、砲は車体後部に搭載された。
砲弾の搭載数には問題があった。セモヴェンテ 90/53自体にはスペースの余裕が無く、わずかに6発の90mm砲弾が搭載できるだけであった。そこでL6/40軽戦車を改造した弾薬運搬車が開発された。弾薬運搬車は26発の砲弾を搭載可能であり、また弾薬運搬用のトレーラーを牽引することも可能であった。このトレーラーには40発の砲弾が搭載可能であった。
開発は1942年に完了し、4月に制式化された。

## 生産と実戦
生産はフィアット･アンサルド社で行われ、1943年9月の休戦までに48両(資料によっては30両)が完成したとされる。
東部戦線での状況を受けて開発されたセモヴェンテ 90/53だが、実際は東部戦線に送られず、シチリア島の戦い及びイタリア戦線で使用された。本車はその長射程と高い破壊力を生かして有効な防御戦力として各地で戦闘を繰り広げたが、やはり数が少なかった。イタリア休戦後に生き残った車両の一部はドイツ軍でも使用された。大戦末期の北部イタリアの山岳地帯に於いては長射程の自走砲として運用された。
大戦中にアメリカ軍によって捕獲された車両がアバディーンにあるアメリカ陸軍兵器博物館にて展示されている。
第二次世界大戦を通じ、セモヴェンテ 90/53はイタリアが開発した中で最良の対戦車車両であると評価されている。

## 登場作品
『R.U.S.E.』
イタリアの駆逐戦車として登場。
『War Thunder』
イタリアの駆逐戦車90/53 M41Mとして登場。砲弾は8発まで搭載可能。
『トータル・タンク・シミュレーター』
イタリアの自走砲セモヴェンテ DA 90/53として登場。